# Никифорица
Никифорица (греч. Νικηφορίτζης) — византийский евнух, дука Антиохии и фактический правитель Византийской империи во время правления императора Михаила VII Дуки (1071—1078).

## Биография
Никифорица родился в провинции Букелария. Он поступил на императорскую службу во время правления Константина IX Мономаха (1042—1059). Он был назначен дукой Антиохии. После смерти императора Никифорица был заключён в тюрьму. Он был освобождён Романом Диогеном (1068—1071), который назначил его претором (гражданским правителем) Эллады и Пелопоннеса. После захвата власти Михаилом VII в 1071 году Никифорица служил цезарю Иоанну Дуке. В Константинополе он был назначен дромологофетом. Его сила быстро росла. Ему удалось подавить других византийских политиков, в том числе известного Михаила Пселла. Осенью 1073 г. он заставил самого цезаря Иоанна Дуку уйти из политики.
Во время правления Михаила VII Никифорица был фактическим правителем Византийской империи. Он пытался установить центральное правительство, и его приоритетом было наполнение королевской казны. Он прибег к жёсткой налоговой политике, которая вызвала большие волнения. Он основал имперский склад, чтобы регулировать поставки зерна в столицу. Согласно Михаилу Атталиату, это привело к нехватке продовольствия и росту цен. Зимой 1076/1077 годов в Константинополе начался голод. В то же время вспыхнуло восстание в феме Паристриона, возглавляемое Георгием Войтехом и Константином Бодином (под именем Петар), сыном Михайло Воиславлевича. Восстание было успешно подавлено.
Никифорица также пытался осуществить военную реформу, возродив армию «бессмертных». Наряду с восстанием Георгия Войтеха в Малой Азии вспыхнуло восстание Русселя де Байоля, а за несколько лет до этого византийская армия потерпела поражение при Манцикерте. Кекавмен — один из немногих источников, восхваляющих политику Никифорицы. Из других источников ясно, что он был склонен к коррупции. Оппозицию евнуху возглавил патриарх Антиохии Эмилиан, давний враг Никифорицы со времён его пребывания в Антиохии. В 1077 году против Михаила восстали Никифор Вриенний на Балканах и Никифор Вотаниат в Малой Азии. Вриеннию пришлось уйти в отставку. Группа епископов выступила против Никифорицы в Константинополе и закрылась в соборе Святой Софии (7 января 1078 г.), провозглашая Вотаниата царём. Никифорица насильно вытащил их из церкви. В конце концов Михаил отрёкся от престола в пользу Вотаниата. Никифорица бежал из Константинополя и искал убежища в Гераклее Понтийской, где присоединился к Русселю де Байолю. Байоль схватил его и передал новому императору. Никифорица был изгнан на остров Проти, а затем на остров Оксею, где его замучил великий этериарх Роман Страбороман. Умер в результате пыток.